# Buy-in
Il buy-in è la somma di denaro da pagare per prendere parte ad un torneo di poker. Quando è composto da una sola cifra il denaro versato va interamente a comporre il montepremi. Se invece sono indicate due cifre (per esempio 20$+2$) la prima indica la parte di denaro che verrà aggiunta al montepremi, mentre la seconda (la cosiddetta entry fee, ossia la tassa di iscrizione) indica il denaro che la sala da gioco tratterrà per l'organizzazione del torneo.
Esistono svariati livelli di buy-in: in molti circoli e club si possono trovare tornei con buy-in da dieci euro. Per i tornei internazionali si raggiungono buy-in di svariate migliaia di dollari, sino ai più di 10.000 dollari necessari per l'iscrizione in alcuni eventi delle World Series of Poker, tra cui spicca il buy-in di 50.000 dollari per l'evento H.O.R.S.E..